# Audi S4
Audi S4 je sportska verzija Audija A4 koja se već proizvodi od 1992. godine. Još jača verzija je Audi RS4.

## Audi S4 C4
Sportska verzija Audija 100 C4 je imao ime, dok je Audi modifizirao Audi 100 i dali mu ime A6. Iz S4 je postao S6. Taj model se proizvodio kao limuzina i avant.
S4 C4 se proizvodio od 1992. do 1994. godine.
| Model                        | S4 Turbo quattro         | S4 V8 quattro        |
| Obujam                       | 2226 cm³                 | 4172 cm³             |
| Broj cilindra/izvedba motora | Redni motor s 5 cilindra | V8                   |
| Broj ventila                 | 20                       | 32                   |
| Max. snaga pri min-1         | 169 kW (230 KS)/5900     | 206 kW (280 KS)/5800 |
| Max. broj okretaja pri min-1 | 350 Nm/1950              | 400 Nm/4000          |
| 0-100 km/h                   | 6,8/7,11 s               | 6,2/6,61 s           |
| Vmax (km/h)                  | 244/2351                 | 249/2471             |
| Potrošnja goriva (l/100 km)  | 10,7 Super plus          | 11,3 Super plus      |
| Proizvodnja                  | 1991–1994                | 1992–1994            |

1 Podatci za S4 Avant

## Audi S4 B5
S4 B5 ima 2,7-l-V6-Biturbomotor sa 195 kW (265 ks). Od 0-100 km/h treba 5,6 sekunda (Avant 5,7 sekunda). Maksimalna brzina mu je 250 km/h. Taj model se proizvodio kao limuzina i avant. Proizvodio se je s quattrom.
S4 B5 se proizvodio od 1997. do 2001. godine.
| Model                        | S4                   | S4 Avant             |
| Obujam                       | 2671 cm³             | 2671 cm³             |
| Broj cilindra/izvedba motora | V6                   | V6                   |
| Broj ventila                 | 30                   | 30                   |
| Max. snaga pri min-1         | 195 kW (265 KS)/5800 | 195 kW (265 KS)/5800 |
| Max. broj okretaja pri min-1 | 400 Nm/1850–3600     | 400 Nm/1850–3600     |
| 0-100 km/h                   | 5,7 s                | 5,8 s                |
| Vmax (km/h)                  | 250                  | 250                  |
| Potrošnja goriva (l/100 km)  | 11,3 Super plus      | 11,4 Super plus      |
| Proizvodnja                  | 1997–2001            | 1997–2001            |

## Audi S4 B6
2003. godine je Audi predstavio treću generaciju Audija S4 na bazi A4 B6. 4,2-l-V8 motor bazira na agregatu Audija S8 (D2) i nosi u S4 253 kW (344 PS). Motor S4 je 52 mm manji od motora S8. Od 0-100 km/h treba 5,6 sekunda (Avant 5,8 sekunda, Cabriolet 5,9 sekunda). Maksimalna brzina mu je 250 km/h i ima kao i B5 quattro.
S4 B6 se proizvodio od 2003. do 2005. godine.

## Audi S4 B7
Krajem 2005. godine su se predstavili S4 B7 Limuzina i Avant. Cabriolet se predstavio 2006. godine. Motor je isti kao i u B6, samo je dizajn Audija S4 B7 redizajn.
| Model                        | S4                    | S4 Avant              | S4 Cabriolet          |
| Obujam                       | 4163 cm³              | 4163 cm³              | 4163 cm³              |
| Broj cilindra/izvedba motora | V8                    | V8                    | V8                    |
| Broj ventila                 | 40                    | 40                    | 40                    |
| Max. snaga pri min-1         | 253 kW (344 KS)/7000  | 253 kW (344 KS)/7000  | 253 kW (344 KS)/7000  |
| Max. broj okretaja pri min-1 | 410 Nm/3500           | 410 Nm/3500           | 410 Nm/3500           |
| 0-100 km/h                   | 5,6/5,81 s            | 5,8/5,91 s            | 5,9/6,21 s            |
| V max(km/h)                  | 250                   | 250                   | 250                   |
| Potrošnja goriva (l/100 km)  | 13,3/12,31 Super plus | 13,4/12,31 Super plus | 13,3/12,11 Super plus |
| Proizvodnja                  | 2004–2009             | 2004–2009             | 2004–2009             |

## Audi S4 B8
Od 2009. godine proizvodi se peta generacija Audija S4.
| Model                        | S4                        | S4 Avant                  |
| Obujam                       | 2995 cm³                  | 2995 cm³                  |
| Broj cilindra                | V6                        | V6                        |
| Broj ventila                 | 24                        | 24                        |
| Max. snaga pri min-1         | 245 kW (333 KS)/5500–7000 | 245 kW (333 KS)/5500–7000 |
| Max. broj okretaja pri min-1 | 440 Nm/2900–5300          | 440 Nm/2900–5300          |
| 0 - 100 km/h                 | 5,1/5,31 s                | 5,2/5,41 s                |
| Vmax(km/h)                   | 250                       | 250                       |
| Potrošnja (l/100 km)         | 9,7/9,41 Super            | 9,9/9,61 Super            |
| Proizvodnja                  | od 2009                   | od 2009                   |